# Keith Ward

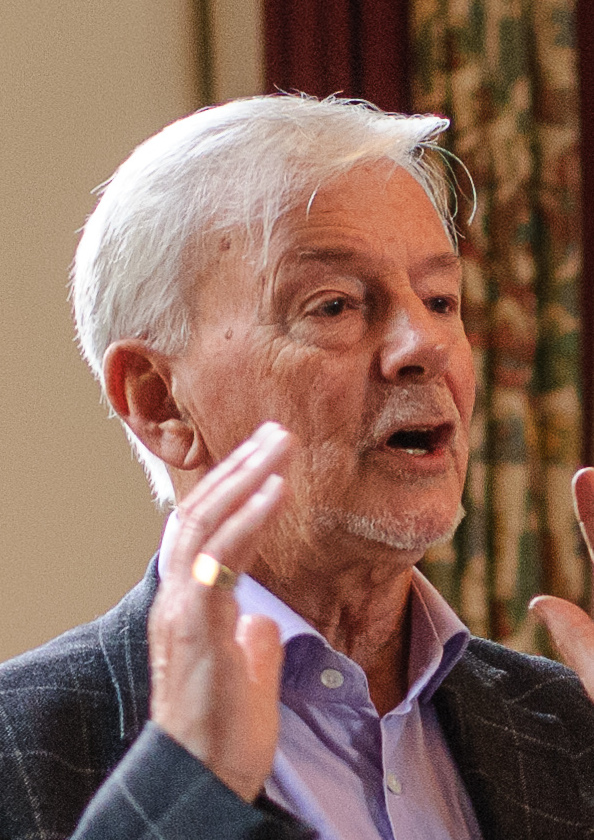
Keith Ward (*1938) in 2016

Keith Ward, B.Litt., M.A., D.D., F.B.A. (*Hexham, Northumberland 22 augustus 1938), is een Brits theoloog, Anglicaans geestelijke en filosoof. Hij was van 1991 tot 2004 hoogleraar in de godgeleerdheid aan de Universiteit van Oxford. Zijn interesses gaan voornamelijk uit naar de vergelijkende theologie en de verhouding tussen geloof en wetenschap.

## Biografie
Hij behaalde in 1962 zijn bachelor-diploma (B.A.) aan de Universiteit van Wales en van 1964 tot 1969 was hij docent logica aan de Universiteit van Glasgow. Een tweede bachelor-diploma, in de letteren (B.Litt.), verwierf hij in 1968 aan de Universiteit van Oxford. Vervolgens was hij van 1969 tot 1971 docent in de filosofie aan de Universiteit van St Andrews. Na een religieuze ervaring ging hij over tot het Christendom en in 1972 werd hij tot (anglicaans) priester gewijd. Van 1975 tot 1983 was hij deken van Trinity Hall, een theologisch college van de Universiteit van Cambridge terwijl hij in de tussentijd twee master-diploma's behaalde in Cambridge en Oxford.
In 1982 werd hij benoemd tot hoogleraar moraaltheologie en sociale theologie aan de Universiteit van Londen en in 1985 werd hij hoogleraar historische theologie en filosofie aan King's College London. Van 1991 tot zijn emeritaat in 2004 was hij Regius Professor of Divinity (hoogleraar in de godgeleerdheid) aan de Universiteit van Oxford. Daarnaast was hij gasthoogleraar aan de Claremont Graduate University (Claremont, Californië), Drake University (Des Moines, Iowa) en de Universiteit van Tulsa (Tulsa, Oklahoma). Van 2004 tot 2008 was hij hoogleraar in de theologie aan Gresham College, Londen.
Ward is lid van de redacties van verscheidene wetenschappelijke periodieken en lid van de raad van gouverneurs van het Oxford Centre for Hindu Studies.
Tijdens zijn wetenschappelijke loopbaan heeft Ward zich voornamelijk beziggehouden met de verhouding tussen geloof en wetenschap. Dat heeft zich onder meer geuit in felle kritiek op de zienswijze van college-hoogleraar Richard Dawkins, die uitgaat van een puur materialistische en atheïstische levensbeschouwing waarbij er sprake is van een onverzoenlijk conflict tussen geloof en wetenschap. Ward verwijt Dawkins dat hij fundamentalistisch geloof (= irrationeel) beschouwt als de maatstaf van geloven. Hij wijst erop dat fundamentalisme een recente godsdienstige uiting is die door de meeste gelovigen wordt afgewezen.
Ward is een criticus van het fundamentalisme. In zijn voor leken toegankelijke boek What The Bible Really Teaches (2004) wijst hij erop dat het fundamentalisme van recente oorsprong is en voor de negentiende eeuw niet bestond. Hij wijst een letterlijke lezing van de Bijbel van de hand. De gedachte dat de "fundamentals" (o.a. verbale inspiratie van de Bijbel, het letterlijk nemen van de wonderen, plaatsvervangend lijden van Christus) de sleutel zouden vormen tot het juiste verstaan van de Bijbel is volstrekt onjuist. Bovendien bekritiseert hij de houding van fundamentalisten tegenover de wetenschap en hun eenzijdige kijk op de werkelijkheid.
Hoewel hij geassocieerd wordt met de meer liberale richting binnen de Church of England, neemt hij de klassieke theologie (kerkvaders) als uitgangspunt. Zo is hij een belangrijk apologeet van de leer van de Drie-eenheid en het bestaan van de ziel.
Keith Ward hangt de theorie van de theïstische evolutie aan en gelooft in conditioneel universalisme (God wil dat iedereen behouden blijft en maakt dit ook mogelijk, zowel in het hier-en-nu als in het hiernamaals).

## Werken (selectie)
- Ethics and Christianity (1970) ISBN 978-0-04-241001-2
- Divine Image (1976) ISBN 978-0-281-02935-8
- Christian Way (1976) ISBN 978-0-281-02893-1
- The Concept of God (1977) ISBN 978-0-312-15925-2
- Rational Theology and the Creativity of God (1982) ISBN 0-631-12597-3
- Holding Fast to God (1982) ISBN 978-0-687-85476-9 – a kritiek op Taking Leave of God door de radicale theoloog Don Cupitt
- Living God (1984) ISBN 978-0-281-04126-8
- The Battle for the Soul (1985) ISBN 978-0-340-37278-4
- Images of Eternity (1987) ISBN 978-0-232-51686-9
- The Rule of Love (1989) ISBN 978-0-232-51824-5
- A Vision to Pursue (1991) ISBN 978-0-334-02411-8
- Is Christianity a Historical Religion? (1992) ISBN 978-0-85217-054-0
- Religion and Revelation (1994) ISBN 978-0-19-826375-3 (1993–94 Gifford Lectures)
- Religion and Creation (1996) ISBN 978-0-19-826394-4
- God, Chance and Necessity (1996) ISBN 978-1-85168-116-7
- Concepts of God (1998) ISBN 978-1-85168-064-1
- Religion and Human Nature (1998) ISBN 978-0-19-826965-6
- God, Faith and the New Millennium (1998)
- In Defence of the Soul (1998) ISBN 978-1-85168-040-5
- Christianity: A Short Introduction (2000) ISBN 978-1-85168-229-4
- Religion and Community (2000) ISBN 978-0-19-875259-2
- God, A Guide for the Perplexed (2002) ISBN 978-1-85168-323-9
- What the Bible Really Teaches: A Challenge for Fundamentalists (2004) ISBN 978-0-281-05680-4
- Pascal's Fire – Scientific Faith and Religious Understanding (2006) ISBN 978-1-85168-446-5
- Is Religion Dangerous? (2006) ISBN 978-0-7459-5262-8
- Re-thinking Christianity (2007) ISBN 978-1-85168-506-6
- The Big Questions in Science and Religion (2008)
- Why There Almost Certainly Is a God (2008) ISBN 978-0-7459-5330-4 (UK) ISBN 978-0-8254-7843-7 (US)
- Divine Action: Examining God's Role in an Open and Emergent Universe (2008)
- Religion & Human Fulfillment (2008) ISBN 978-0-334-04163-4
- The God Conclusion (2009)
- More Than Matter: What Humans Really Are (2010) ISBN 978-0-7459-6247-4
- The Philosopher and the Gospels (2011) ISBN 978-0-7459-5562-9
- Evidence for God: A Case for the Existence of the Spiritual Dimension (2014) ISBN 978-0232531305
- What Do We Mean By God?: A Little Book of Guidance (2015) ISBN 978-0281073283
- Christ and the Cosmos: A Reformulation of Trinitarian Doctrine (2015) ISBN 978-1107531819
- The Christian Idea of God: A Philosophical Foundation for Faith (2017) ISBN 978-1108410212
- Love Is His Meaning: Understanding The Teaching Of Jesus (2017) ISBN 978-0281077632
- The Mystery of Christ: Meditations and Prayers (2018) ISBN 978-0281079155

### Werken over Ward en zijn denkbeelden
- Comparative Theology: Essays for Keith Ward ed T. W. Bartel (2003) ISBN 978-0-281-05474-9
- By Faith and Reason: The Essential Keith Ward eds Wm. Curtis Holtzen and Roberto Sirvent (2012) ISBN 978-0-232-52898-5